# Buseno
Buseno est une commune suisse du canton des Grisons.

Photo aérienne (1953)